# Varianzreduktion
Varianzreduktion ist der Oberbegriff für verschiedene Techniken zur Effizienzsteigerung bei Monte-Carlo-Simulationen. Diese wurden zuerst 1955 durch Herman Kahn beschrieben. Wichtige Varianzreduktionstechniken sind:
- Gemeinsame Zufallszahlen
- Antithetische Variate (antithetic sampling)
- Kontrollvariate (control variates)
- Gewichtete Stichproben (importance sampling)
- Geschichtete Stichproben (stratified sampling)

## Grundidee
Das Standardvorgehen bei Monte-Carlo-Simulationen besteht darin, eine gesuchte Größe {\displaystyle s}, wie etwa ein Integral, eine komplizierte Summe oder einen unbekannten Parameter einer Wahrscheinlichkeitsverteilung, durch einen Erwartungswert auszudrücken, beispielsweise in der Form
{\displaystyle s=\operatorname {E} (f(X))}
mit einer geeigneten reellwertigen Funktion {\displaystyle f} und einer Zufallsvariable {\displaystyle X}, für die leicht eine große Anzahl von Realisierungen algorithmisch generiert werden kann, im Allgemeinen mithilfe von Pseudozufallszahlen.
Ist nun {\displaystyle X_{1},\dotsc ,X_{n}} eine solche Stichprobe von unabhängigen Zufallsvariablen, die alle die gleiche Verteilung wie {\displaystyle X} besitzen, so lässt sich {\displaystyle s} für große {\displaystyle n} annähern durch das arithmetische Mittel
{\displaystyle S_{n}={\frac {1}{n}}\sum _{i=1}^{n}f(X_{i})},
denn wegen der Linearität des Erwartungswerts gilt {\displaystyle \operatorname {E} (S_{n})=s} und nach dem starken Gesetz der großen Zahlen konvergieren die Näherungen {\displaystyle S_{n}} fast sicher gegen den gesuchten Wert {\displaystyle s}.
Die Genauigkeit dieser Schätzung lässt sich mithilfe der Varianz von {\displaystyle S_{n}}
messen. Nach der Gleichung von Bienaymé gilt wegen der Unabhängigkeit der {\displaystyle X_{i}} (und damit auch der {\displaystyle f(X_{i})})
{\displaystyle \operatorname {Var} (S_{n})={\frac {1}{n}}\operatorname {Var} (f(X))}.
Die Proportionalität der Varianz zum Kehrwert der Stichprobengröße {\displaystyle n}, und damit die Konvergenzordnung {\displaystyle {\mathcal {O}}\left({\tfrac {1}{\sqrt {n}}}\right)} der Standardabweichung von {\displaystyle S_{n}}, lässt sich im Allgemeinen nicht weiter verbessern. Aus diesem Grund setzen Verfahren zur Varianzreduktion beim Proportionalitätsfaktor {\displaystyle \operatorname {Var} (f(X))} selbst an, indem sie für konkrete Fälle Möglichkeiten angeben, die Funktion {\displaystyle f} und die Verteilung von {\displaystyle X} so zu wählen, dass dieser möglichst klein wird.
Bei realistischen Anwendungen kann im Allgemeinen die Varianz von {\displaystyle f(X)} nicht exakt berechnet werden, da dann ja nicht einmal der Erwartungswert dieser Zufallsvariable bekannt ist. In diesem Fall kann {\displaystyle \operatorname {Var} (f(X))} mit Hilfe der Stichprobenvarianz
{\displaystyle {\frac {1}{n-1}}\sum _{i=1}^{n}(f(X_{i})-S_{n})^{2}}
geschätzt werden.